# Catherine Radziwiłł
Catherine Radziwiłł (polaco: Katarzyna Radziwiłła; russo: Екатерина Радзивилл; transliterado: Ekaterina Radzivill; São Petersburgo, 30 de março de 1858 – Nova Iorque, 12 de maio de 1941) foi uma aristocrata e autora polaca. Ela desempenhou um papel importante na farsa antissemita dos Protocolos de Sião.

## Biografia
Nascida em São Petersburgo, era filha do conde Adam Rzewski, um general polaco no Império Russo. Sua tia era a condessa Ewelina Hańska, casada com o romancista francês Honoré de Balzac. Em 26 de outubro de 1873, aos 15 anos, ela se casou com o príncipe Wilhelm Adam Radziwiłł e mudou-se para Berlim com sua família. Em 1884, Catherine escreveu e publicou, sob o pseudônimo de "Paul Vasili", um livro sobre fofocas sobre o kaiser Guilherme II da Alemanha.

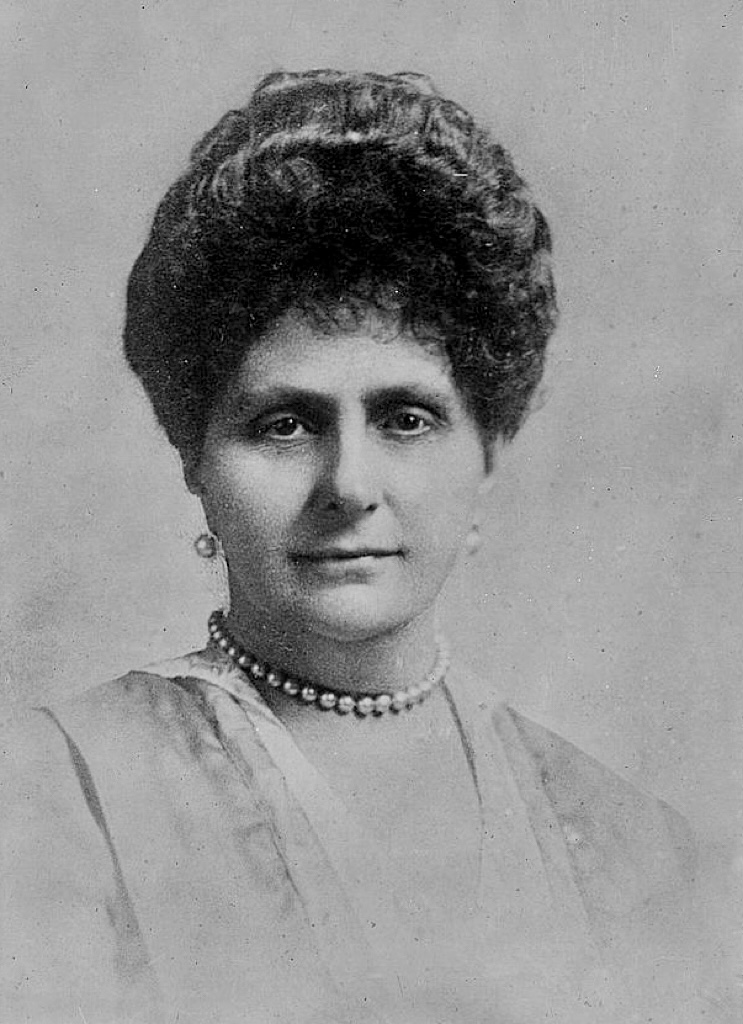
Catherine Radziwiłł, c. 1915

Catherine perseguiu o político sul-africano de origem britânica Cecil Rhodes e acabou pedindo-o em casamento, mas foi rejeitada. Em uma tentativa de vingança, ela aproveitou a sua partida em viagem para falsificar a sua assinatura em cheques de 600.000 francos, que conseguiu descontar. Processada por falsificação, foi condenada a dois anos de prisão na Cidade do Cabo em 1902, na prisão de Roeland Street, mas foi libertada após dezasseis meses, antes de regressar a Londres em agosto de 1903. Ela finalmente divorciou-se do marido em 1906.
Catherine desempenhou um papel importante na farsa antissemita dos Protocolos de Sião. Em 1921, numa conferência no Hotel Astor, em Nova Iorque, ela explicou que o texto se tratava de uma falsificação forjada pelos jornalistas russos Matvey Golovinsky e Manasevich-Manuylov sob a direção de Pyotr Rachkovsky, chefe da Okhrana, a polícia secreta czarista, para enganar o czar Nicolau II da Rússia e que ela o tinha visto em Paris, em 1904, nas mãos do seus autores. Golovinsky trabalhou ao lado de Charles Joly (filho de Maurice Joly) no Le Figaro, em Paris. Este relato, no entanto, contradiz a cronologia da criação dos Protocolos, visto que o jornal Znamya já havia publicado uma versão resumida dos Protocolos em 1903. A versão mais aceita é que a princesa realmente teria visto um manuscrito dos Protocolos e que o ano apontado na entrevista como um erro de cronologia foi possivelmente causado por um erro tipográfico em seu artigo publicado no The American Hebrew e reproduzido pelo The New York Times.
Ela morreu em 12 de maio de 1941 em Nova Iorque, aos 83 anos.

## Obras
- My Recollections, 1904[7]
- Russian Court, 1913[7]
- Memories of Forty Years, 1914.[7]

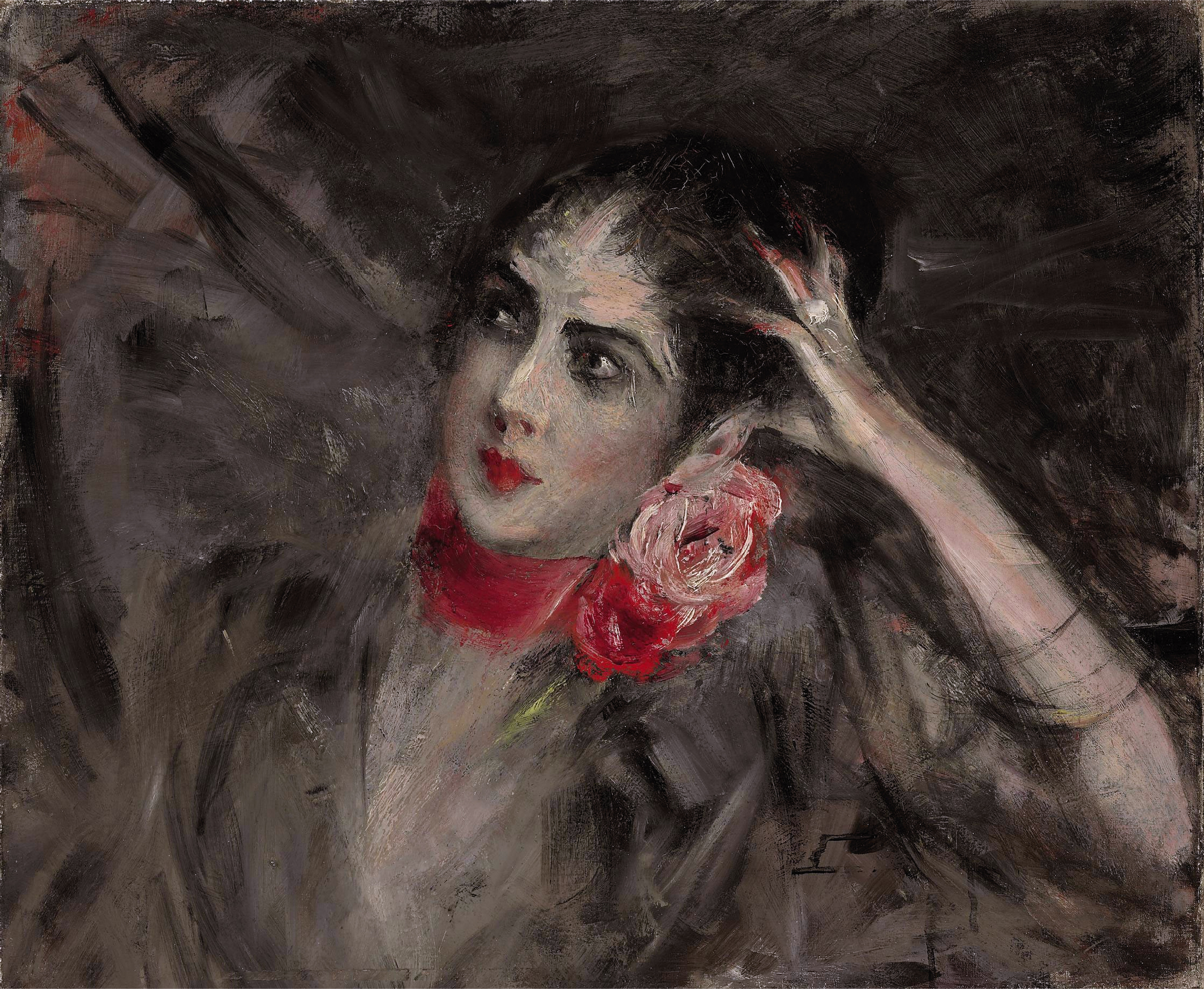
Retrato da Princesa Catherine Radziwiłł, por Giovanni Boldini.

- The Royal Marriage Market of Europe, 1915[7]
- France from Behind the Veil, 1915[7]
- The Austrian Court From Within, 1916[7]
- Sovereigns and Statesmen of Europe, 1916[7]
- Tragedy of the Throne, 1917[7]
- Russia's Decline and Fall, 1918[7]
- Cecil Rhodes, Man and Empire Maker, 1918[8]
- Secrets of Dethroned Royalty, 1920[7]